# 帝範
《帝範》，唐朝唐太宗李世民自撰的论述人君之道的一部政治文献。贞观二十二年（648年）正月，唐太宗将《帝範》十二篇颁赐给太子李治，教戒太子，总结了他的政治经验，同时评述自己一生功过。

## 传播
宋朝时期部分失传，元朝时期，吴莱在云南发现完整版本，元仁宗爱育黎拔力八达曾下诏下令将《帝範》翻译成蒙古文并刊行天下，令蒙古人、色目人诵习。